# 盧基烏斯·阿弗拉尼烏斯 (詩人)
阿弗拉尼乌斯（Lucius Afranius），古罗马诗人及剧作家，於公元前160年至公元前120年前后活动。他写作了托迦喜剧，现時仅存残篇及42个大题，尼禄曾亲自表演過其喜剧作品《火》。

## 扩展阅读
- 本条目包含来自公有领域出版物的文本: Chisholm, Hugh (编).  (第11版). London: Cambridge University Press. 1911.